# Пролактин
Пролактин (англ. Prolactin (PRL), від лат. pro — перед, раніше, на користь і лат. lac (lactis) — молоко), іноді лактогенний, або мамотропний, мамотрофний гормон — білок, який кодується геном PRL, розташованим у людини на короткому плечі 6-ї хромосоми. Довжина поліпептидного ланцюга білка становить 227 амінокислот, а молекулярна маса — 25 876. Гормон тварин і людини, що синтезується лактогенними ацидофільними клітинами передньої частки гіпофіза, задньо-латеральна частка (у людини). У період вагітності клітини «біполяри гіпофізу» маммосоматотрофи також активно синтезують цей гормон. У людини його ще синтезують клітини мозку, що вказує на його додаткову функцію як нейропептиду. Окрім того, гормон може синтезуватись тканинами організму поза межами мозку: слізна залоза (епітелій), лімфатичні вузли (епітелій), потова залоза (епітелій), молочна залоза (епітелій), шкіра (фібробласт), селезінка (лімфоцит), міометрій (міоцит), тимус (тимоцит), кістковий мозок («лімфоїдна клітина»).
| 10         |  | 20         |  | 30         |  | 40         |  | 50         |
| ---------- |  | ---------- |  | ---------- |  | ---------- |  | ---------- |
| MNIKGSPWKG |  | SLLLLLVSNL |  | LLCQSVAPLP |  | ICPGGAARCQ |  | VTLRDLFDRA |
| VVLSHYIHNL |  | SSEMFSEFDK |  | RYTHGRGFIT |  | KAINSCHTSS |  | LATPEDKEQA |
| QQMNQKDFLS |  | LIVSILRSWN |  | EPLYHLVTEV |  | RGMQEAPEAI |  | LSKAVEIEEQ |
| TKRLLEGMEL |  | IVSQVHPETK |  | ENEIYPVWSG |  | LPSLQMADEE |  | SRLSAYYNLL |
| HCLRRDSHKI |  | DNYLKLLKCR |  | IIHNNNC    |  |            |  |            |

A: Аланін

C: Цистеїн

D: Аспарагінова кислота

E: Глутамінова кислота

F: Фенілаланін

G: Гліцин

H: Гістидин

I: Ізолейцин

K: Лізин

L: Лейцин

M: Метіонін

N: Аспарагін

P: Пролін

Q: Глутамін

R: Аргінін

S: Серин

T: Треонін

V: Валін

W: Триптофан

## Функції
Регулює лактацію у ссавців, диференціювання різних тканин, ростові та обмінні процеси, сприяє формуванню материнських інстинктів; у деяких тварин (щури, миші) пролактин контролює функцію жовтого тіла яєчників. У нижчих хребетних спричинює ряд ефектів, що сприяють процесам розмноження та виховування потомства.
На 1998 рік досліджено понад 390 функцій, які виконує пролактин в організмі людини. Він також може відігравати роль у виживанні клітин шляхом придушення апоптозу.
Взаємодіє з пролактиновим рецептором на мембрані клітини.
Особливо посилено виробляється в організмі жінок під час вагітності та в період годування грудьми. Механізм дії пролактину полягає в активації біосинтезу різних типів рибонуклеїнових кислот в альвеолярній тканині молочної залози, що спричинює вироблення білків молока та їх секрецію.

## Регуляція виділення
Найбільш впливовим, щодо синтезу та виділення пролактину вважають: дофамін, який є інгібітором, та нейромедіатори норадреналін та серотонін, які є стимуляторами. Проте це лише «вершина айсберга» складних процесів регулювання.
Період напіввиведення з крові становить в середньому 30 хвилин.
Кількість пролактину різко зростає в людини через 60-90 хвилин від початку сну і зберігається такою аж до просинання. Причому, це не пов'язано з фазами сну, статтю, періодом доби коли триває сон. Після просинання концентрація гормону падає до нормальної. Втім, амплітуда цих коливань значно вища в жінок.
Загальна кількість плазмового пролактину починає збільшуватись у вагітних жінок з 11 триместру і досягає максимуму при пологах. Після пологів концентрація пролактину коливається, збільшується кожного разу після годування грудьми. До 6 місяців відновлюється нормальна секреція та кількість пролактину, причому у здорових жінок лактація зберігається.
Рівень пролактину зростає у чоловіків під час статевого акту, а піковий викид — є одним із факторів, що стимулює та забезпечує рухливість сперматозоїдів при еякуляції.

## Структура
Пролактин — білок з молекулярною масою 22-25 кДа (кілька ізомерів), складається з одного поліпептидного ланцюга з трьома внутрішніми дисульфідними зв'язками.
У 2010 році виявлено існування великого пролактину (60 кДа) та макропролактину (150 кДа). Великий пролактин може «перетворюватись» у пролактин під дією певних факторів.
Дослідження вторинної структури показали, що PRL є білком усе-α-спіраль і містить майже 50 % α-спіралей, тоді як залишок білка складається в неорганізовані петлеві структури.
Пролактин одержано в кристалічному вигляді.

## Норми
Середня нормальна кількість пролактину у крові людини:
- США: менше 500 mIU/L (20 ng/mL чи µg/L) для жінок; менше 450 mI U/L для чоловіків
- Україна: 6,6-23,3 нг/мл для жінок; 4,7-15,2 нг/мл для чоловіків[11]
- Росія: до 20 нг/мл (до 400 мЕд/л) у чоловіків; до 27 нг/мл (до 550 мЕд/л) у жінок
- МЕТ (Міжнародне Ендокринологічне Товариство): до 25 мкг/л (1 мкг/л=21,2 мМО/л) для жінок[12]

## Патологія
Підвищення концентрації пролактину в крові називають гіперпролактинемією, зниження — гіпопролактинемією.
Підвищення рівня пролактину спостерігається при пролактиномі — доброякісному новоутворенню (аденомі) гіпофіза.
Також при гіперсекреції можуть виникинути такі паталогічні стани як галакторея та аменорея.